# Polypodium pinnatisectum
Polypodium pinnatisectum là một loài thực vật có mạch trong họ Polypodiaceae. Loài này được (Brade) L.D. Gómez miêu tả khoa học đầu tiên năm 1976.